# Cortes de Castille-et-León
XIe législature
Siège des Cortes de Castille-et-León (es)

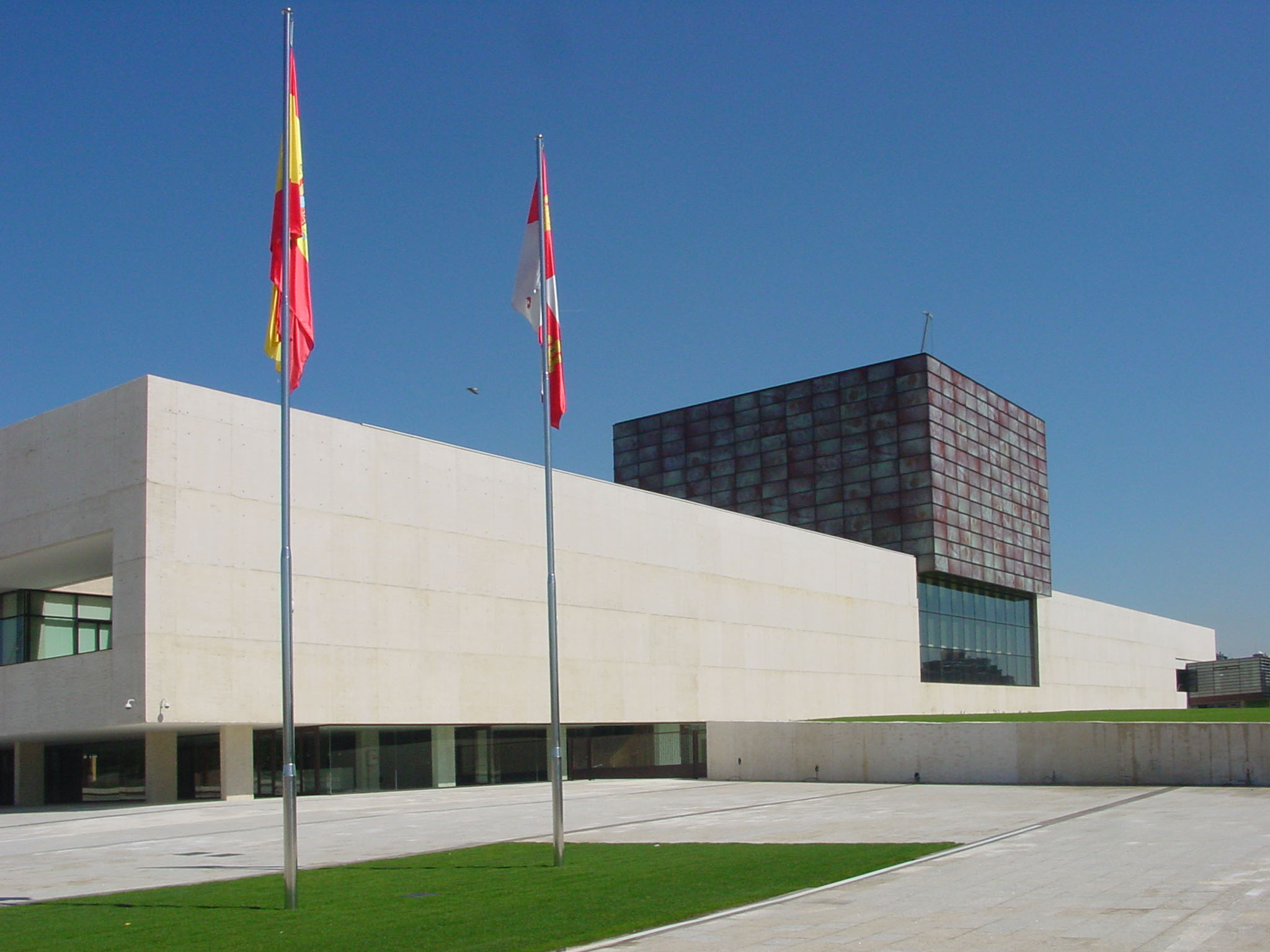
Les Cortes de Castille-et-León siègent dans un bâtiment moderne inauguré en juin 2007. Auparavant, elles étaient hébergées au sein du château de Fuensaldaña.

Les Cortes de Castille-et-León (en espagnol : Cortes de Castilla y León) sont l'assemblée législative de la communauté autonome de Castille-et-León en Espagne. Ses membres sont appelés procuradores et leur rôle est de représenter les Castillans et Léonais. Ils sont élus au suffrage universel, libre, direct et secret. Son siège est situé au n°1 de la Plaza de las Cortes de Castilla y León à Valladolid.

## Organisation interne
Le parlement fonctionne avec trois organes principaux que sont le plénum, la députation générale et les commissions.

## Système électoral
Les Cortes de Castille-et-León sont constituée de représentants (procuradores) élus pour une législature de quatre ans au suffrage universel direct selon les règles du scrutin proportionnel d'Hondt par l'ensemble des personnes résidant dans la communauté autonome où résidant momentanément à l'extérieur de celle-ci, si elles en font la demande.

### Convocation du scrutin
Conformément à l'article 21 du statut d'autonomie, les Cortes sont élues pour un mandat de quatre ans. Puisque la Castille-et-León ne relève plus depuis la réforme statutaire de 2007 du régime électoral de droit commun — qui prévoit de facto la convocation des élections parlementaires le même jour que les élections municipales —, les Cortes élues en cas de dissolution anticipées accomplissent une législature de quatre ans.
L'article 16 de la loi électorale castillane du 30 mars 1987 précise que les élections sont convoquées au moyen d'un décret du président de la Junte de Castille-et-León. Celui-ci fixe la date du scrutin, qui doit se tenir entre 54 et 60 jours après l'entrée en vigueur du décret, qui se produit pour sa part dès sa publication au Bulletin officiel de Castille-et-León, celle-ci ayant lieu le lendemain de la signature.

### Nombre de représentants par circonscription
L'article 21 du statut dispose que « la province constitue la circonscription électorale, chacune se voyant assigner trois représentants, et un représentant supplémentaire par tranche de 45 000 habitants ou fraction de 22 500 ». Le décret de dissolution du 21 décembre 2021 répartit les sièges entre les neuf circonscriptions de la façon suivante : 
| Circonscriptions          | Représentants | Carte                                       |
| ------------------------- | ------------- | ------------------------------------------- |
| Valladolid                | 15            | nombre de représentants par circonscription |
| León                      | 13            | nombre de représentants par circonscription |
| Burgos                    | 11            | nombre de représentants par circonscription |
| Salamanque                | 10            | nombre de représentants par circonscription |
| Ávila, Palencia et Zamora | 7             | nombre de représentants par circonscription |
| Ségovie                   | 6             | nombre de représentants par circonscription |
| Soria                     | 5             | nombre de représentants par circonscription |

### Présentation des candidatures
Peuvent présenter des candidatures,, : 
- les partis et fédérations de partis inscrits auprès des autorités ;
- les coalitions de partis et/ou fédérations inscrites auprès de la commission électorale au plus tard dix jours après la convocation du scrutin ;
- les groupes d'électeurs bénéficiant du parrainage d'au moins 1 % des électeurs de la circonscription.

### Répartition des sièges
Seules les listes ayant recueilli au moins 3 % des suffrages exprimés — ce qui inclut les bulletins blancs — dans une circonscription peuvent participer à la répartition des sièges à pourvoir dans cette circonscription, qui s'organise en suivant différentes étapes : 
- les listes sont classées en une colonne par ordre décroissant du nombre de suffrages obtenus ;
- les suffrages de chaque liste sont divisés par 1, 2, 3... jusqu'au nombre de représentants à élire afin de former un tableau ;
- les mandats sont attribués selon l'ordre décroissant des quotients ainsi obtenus[8],[9].